# الوكر (النادرة)

تعديل مصدري - تعديل

الوكر محلة تابعة لقرية شريح، التابعة لعزلة شريح بمديرية النادرة إحدى مديريات محافظة إب في الجمهورية اليمنية، بلغ تعداد سكانها 197 حسب تعداد اليمن لعام 2004.